# István Ernő Kukk
István Ernő Kukk (* 10. August 1927 im IX. Budapester Bezirk „Ferencváros“, Budapest; † 17. Juli 1989 im VII. Budapester Bezirk „Erzsébetváros“, Budapest) war ein Offizier in der Volksrepublik Ungarn und zuletzt Generalmajor (Vezérőrnagy) im Innenministerium (Belügyminisztérium) sowie zwischen 1977 und 1982 Leiter der Gruppe Verwaltungspolizei (BM ORFK Igazgatásrendészeti).

## Leben
István Ernő Kukk, Sohn von Vilma Nyesti, trat 1947 in die Ungarische Staatspolizei (Magyar Államrendőrség) ein und wurde nach seiner Beförderung zum Leutnant (Hadnagy) am 22. Dezember 1948 zur damals eigenständigen Staatsschutzbehörde ÁVH (Államvédelmi Hatóság) abgeordnet, in der er bis zum 13. April 1956 diente und am 21. März 1952 zum Oberleutnant (Főhadnagy) befördert wurde. Nachdem die ÁVH als eigenständige Behörde aufgelöst und deren Aufgaben vom Innenministerium (Belügyminisztérium) übernommen wurden, war er nach seiner Beförderung zum Hauptmann (Százados) bis zum 31. August 1959 nacheinander Leiter von Unterabteilungen in den Abteilungen BM II/4, BM II/3 Aufklärung (Hírszerzés) sowie BM II/6 Sabotageabwehr (Szabotázs-elhárítás), wobei er zuletzt am 8. November 1959 zum Major (Őrnagy) befördert wurde. Nachdem er zwischen dem 1. September 1959 und dem 30. Juni 1961 die Parteihochschule der Ungarischen Sozialistischen Arbeiterpartei MSZMP (Magyar Szocialista Munkáspárt) absolviert hatte, war er zwischen dem 1. Juli 1961 und dem 14. August 1962 stellvertretender Leiter der Abteilung BM II/6.
Im August 1962 kam es zu einer neuerlichen Reorganisation der Staatsschutzaufgaben. Dabei wurde im Innenministerium die Abteilung II Politische Ermittlungen durch die Hauptgruppe BM III Staatssicherheit (Állambiztonsági) als die neue Organisation der politischen Polizei ersetzt. Innerhalb dieser Hauptgruppe wurden fünf Gruppen geschaffen, wobei József Galambos als erster Leiter der Hauptgruppe III Chef der Staatssicherheit blieb. Diese Organisation umfasste alle ungarischen Geheimdienste mit Ausnahme des militärischen Nachrichtendienstes (MNVK 2. Csoportfőnökség), der als Gruppe 2 dem Generalstab der Ungarischen Volksarmee MNVK (Magyar Néphadsereg Vezérkar) unterstellt war.
Daraufhin wurde Kukk am 15. August 1962 zunächst stellvertretender Leiter der neu entstandenen Abteilung BM III/III-2 Abwehr feindlicher Elemente, die unter der Jugend aktiv sind (Az ifjúság körében tevékenykedő ellenséges elemek elhárítása) sowie danach vom 1. Januar 1963 bis zum 13. Oktober 1964 stellvertretender Leiter der Abteilung BM III/4 „X“ Information, Evaluation, Internationale Beziehungen („X“ Tájékoztató, Értékelő, Nemzetközi Kapcsolatok), die aus fünf Unterabteilungen bestand. Nach seiner Beförderung zum Oberstleutnant (Alezredes) am 1. November 1964 wurde er ins Sekretariat des Innenministeriums abgeordnet und fungierte im Anschluss zwischen dem 1. April 1966 und dem 31. März 1977 als erster stellvertretender Leiter der Gruppe BM III/II Spionageabwehr (Kémelhárítás) und wurde dort am 11. April 1968 zum Oberst (Ezredes) befördert. Zuletzt wurde er am 1. April 1977 Leiter der Gruppe Verwaltungspolizei (BM ORFK Igazgatásrendészeti) und hatte diese Funktion bis zu seinem Eintritt in den Ruhestand am 31. August 1982 inne, wobei er während dieser Zeit am 15. April 1977 noch zum Generalmajor (Vezérőrnagy) befördert wurde. Sein Nachfolger als Leiter der Gruppe Verwaltungspolizei wurde am 1. September 1982 der bisherige stellvertretender Leiter dieser Gruppe, Oberst Ferenc Lehel. Er selbst wurde im Oktober 1984 noch Direktor der Staatlichen Sicherheitsverwaltung, eine neu entstandene und dem Innenministerium unterstellte Verwaltungsbehörde.